# William Morgan (assicuratore)

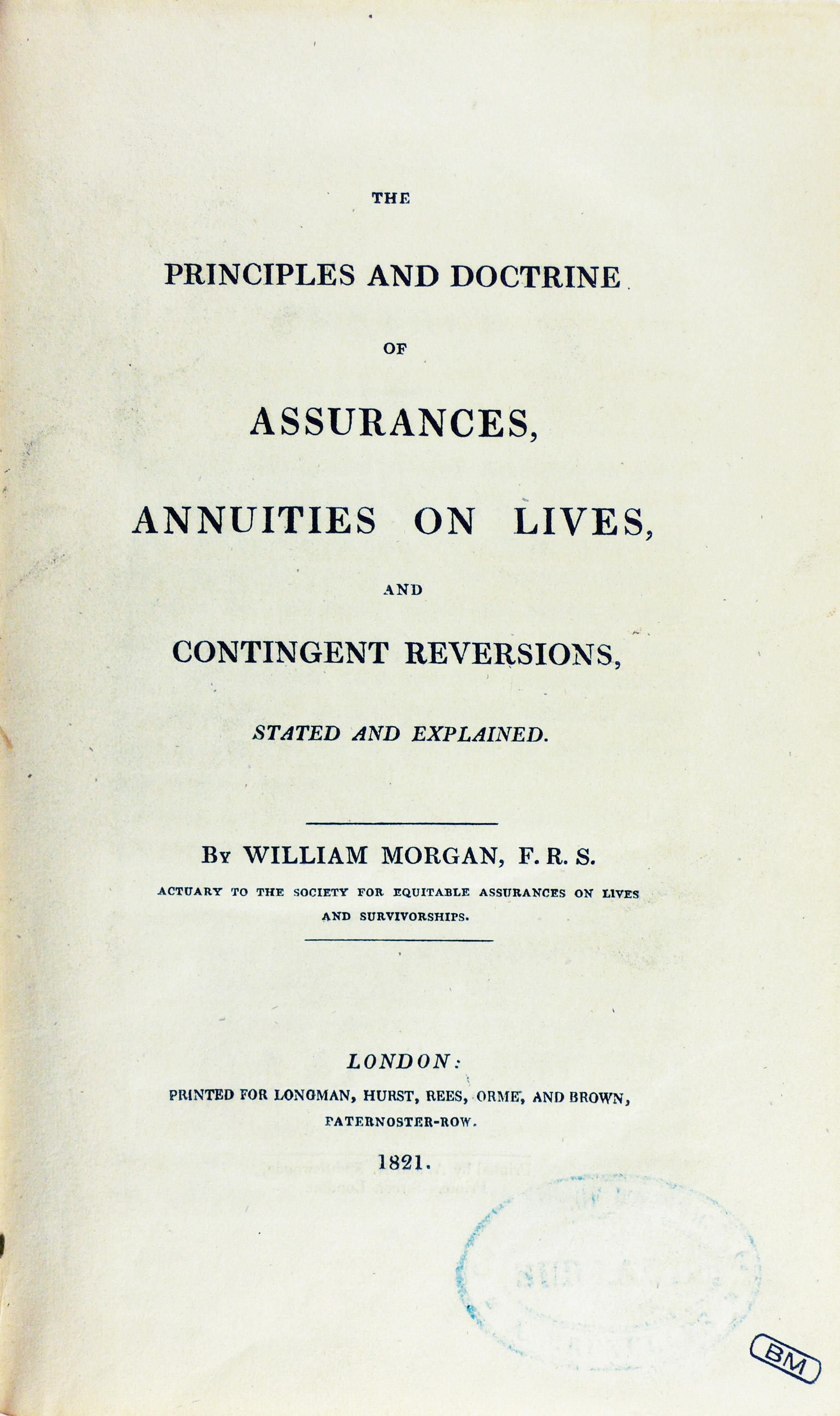
The principles and doctrine of assurance, 1821
(Fondazione Mansutti, Milano).

William Morgan (1750 – 1833) è stato un matematico britannico.

## Biografia
Figlio di un medico e della sorella di Richard Price, terzo di otto figli, a diciotto anni lasciò il Galles per andare a Londra come praticante dello zio. In città studiò medicina e lavorò come apprendista in una farmacia, poi ancora al St. Thomas Hospital. Nel 1774 iniziò a lavorare presso la Compagnia Equitable Assurances Society come attuario, calcolando le riserve di migliaia di polizze in vigore. Per mezzo secolo contribuì a rendere la propria Compagnia la più importante nel ramo delle assicurazioni sulla vita. Nel 1781 pubblicò a Londra The principles and doctrine of assurance. Nel 1821 fu stampata una nuova edizione, di cui un esemplare è conservato presso la Fondazione Mansutti di Milano. 
Morgan è ritenuto un pioniere britannico delle assicurazioni sulla vita su basi scientifiche, grazie a solidi studi attuariali. 

## Opere
- Examination of Dr Crawford's theory of heat and combustion, Torino, Giammichele Briolo, 1788.